# جيس فان ديجيك
جيس فان ديجيك (بالهولندية: Gijs van Dijk)‏ هو سياسي هولندي، ولد في 11 أكتوبر 1980 في لايدن في هولندا. حزبياً، نشط في حزب العمل (2015 – ). في الانتخابات التشريعية الهولندية 2017، انتخب عضو مجلس نواب هولندا ‏ (23 مارس 2017 – ).